# Floricomus
Floricomus là một chi nhện trong họ Linyphiidae.